# Юнгерман, Людвиг
Людвиг Юнгерман (нем. Ludwig Jungermann, 1572—1653) — немецкий ботаник и врач.

## Биография
Был профессором медицины в Гиссене, потом в Альтдорфском университете. Напечатал: Catalogus plantarum quae circa Altorflum noricum reperiuntur (Нюрнберг, 1615), Aulaeum academicum (Гиссен, 1624).

## Эпонимы
Генрих Рупп назвал в его честь род печёночных мхов Jungermannia семейства Jungermanniaceae. Карл Линней позже позаимствовал это название.